# Via Appia

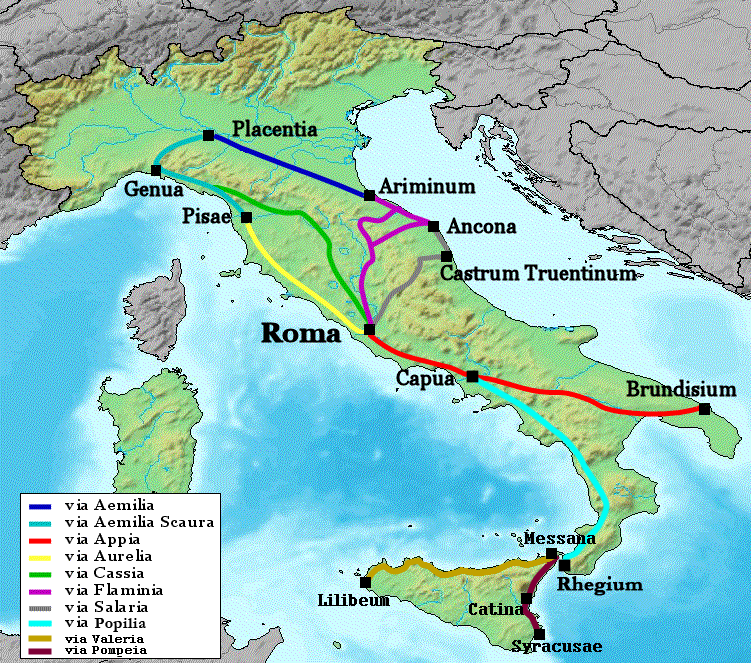
De Via Appia in het Romeinse Italië (rode weg)

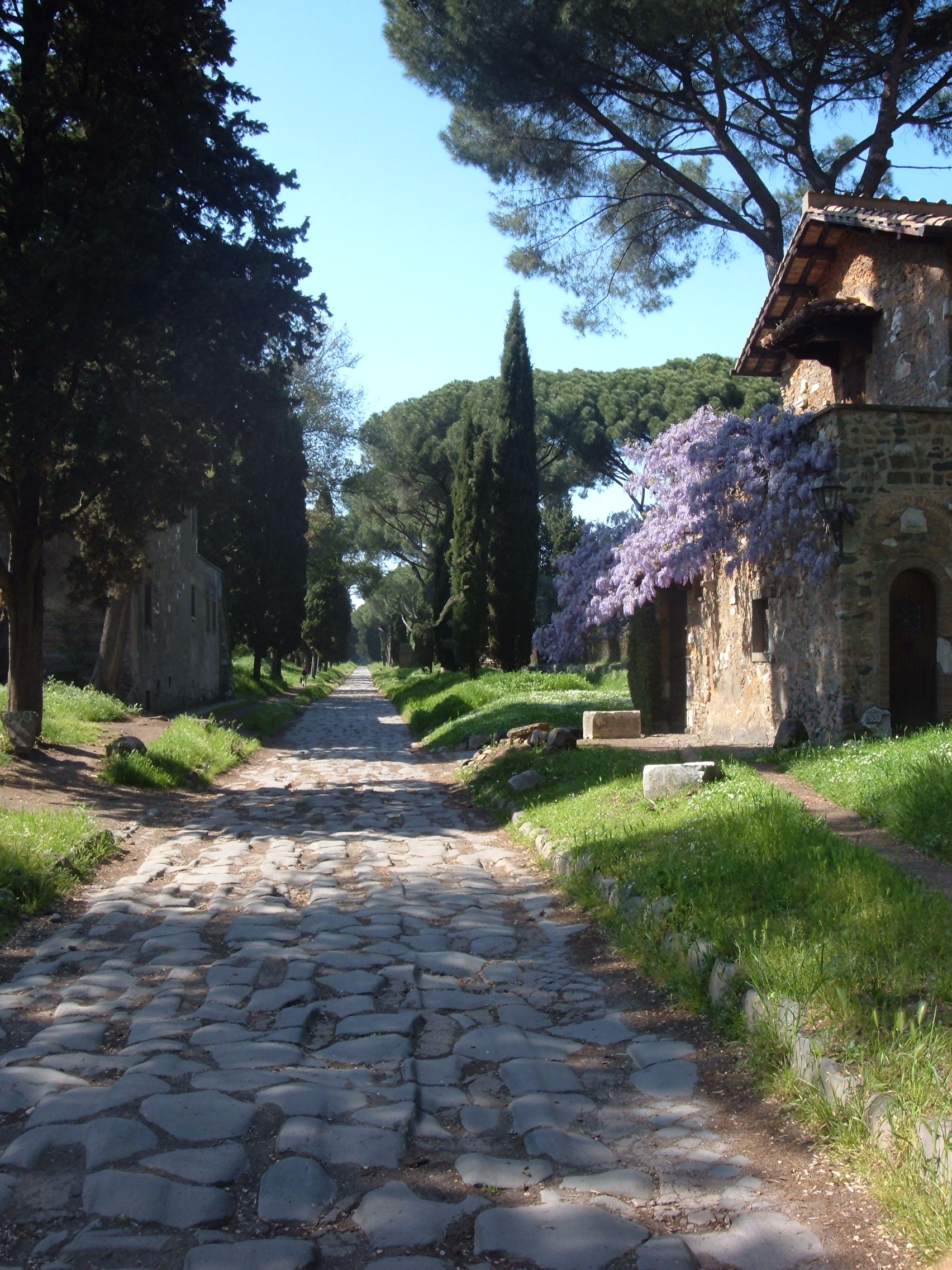
Via Appia bij Quarto Miglio

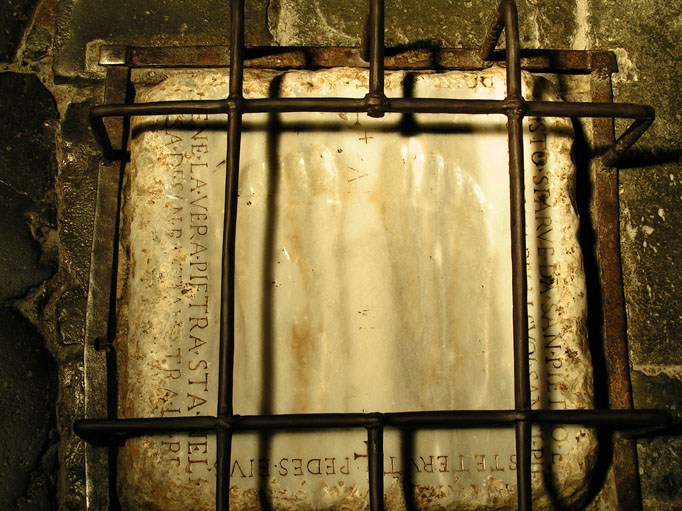
Vermeende voetafdrukken van Jezus

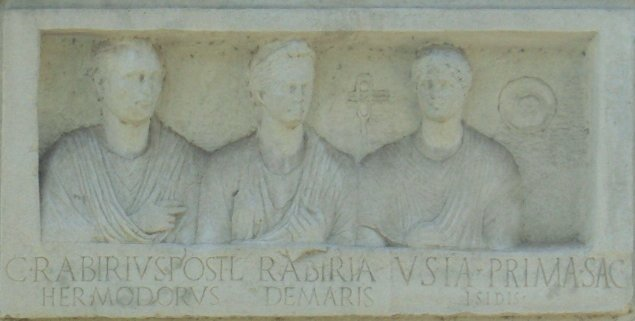
Graf van C. Rabirius Hermodorus, langs de Via Appia

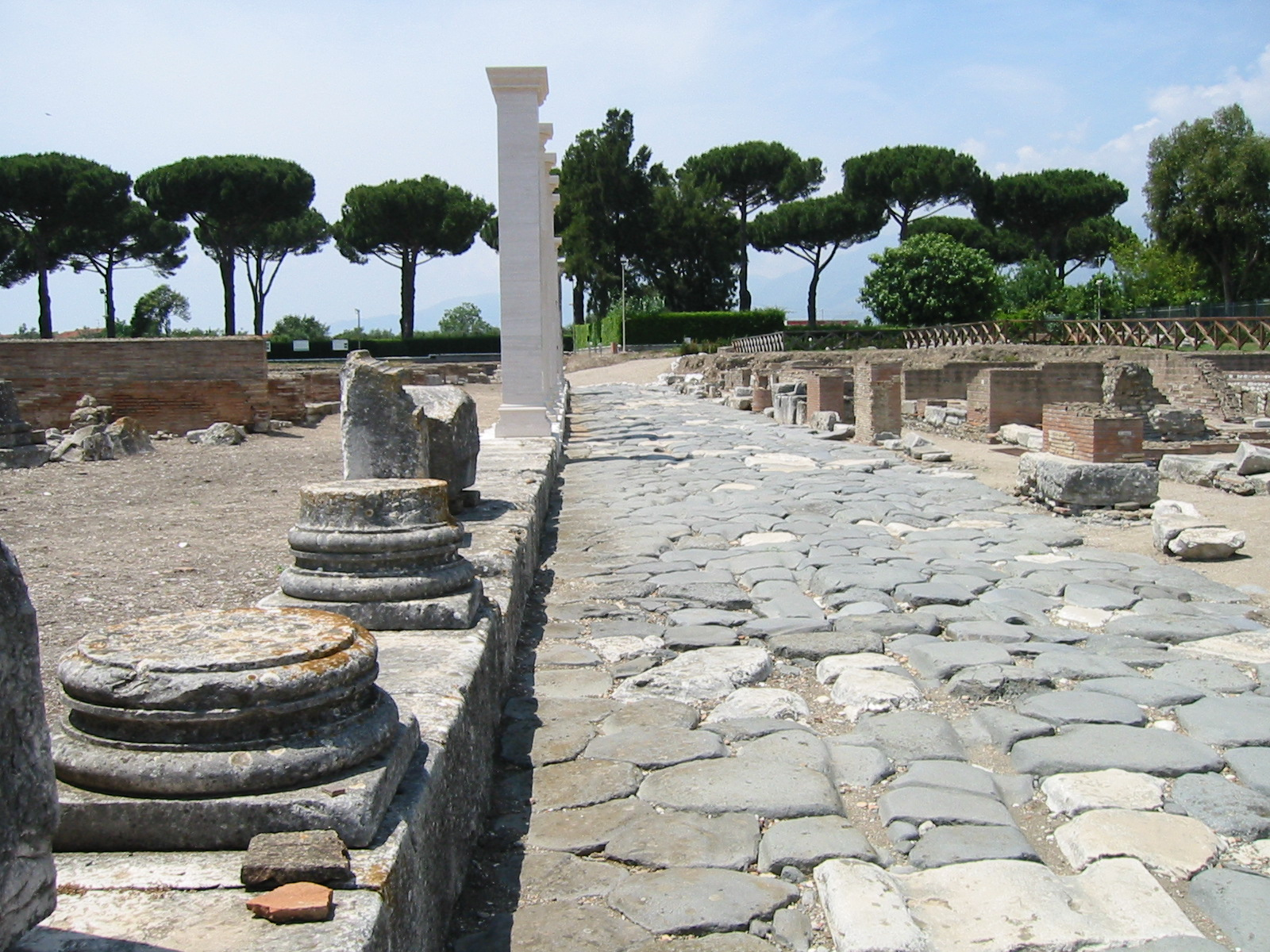
De Via Appia nabij Minturno.

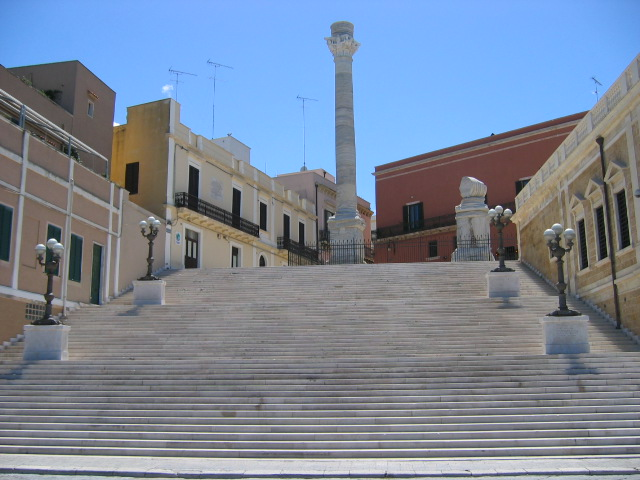
Het eindpunt van de Via Appia in Brindisi

De Via Appia (De weg van Appius) is, samen met de Via Latina (de weg naar Latium), Via Flaminia (de weg van Flaminius) en de Via Salaria (de zoutweg), een van de belangrijkste oude Romeinse wegen. De weg liep van de hoofdstad Roma tot aan Brundisium (het huidige Brindisi) aan de zuidoostkust van het Italiaanse schiereiland. Het oorspronkelijke traject is weliswaar op een goede Italiaanse wegenkaart nog enigszins te volgen, maar op slechts enkele plekken is de originele weg bewaard gebleven. In 2024 werd de Via Appia op de Unesco-Werelderfgoedlijst geplaatst.

## Geschiedenis
Aan de bouw van de Via Appia werd in 312 v.Chr. begonnen op initiatief van Appius Claudius Caecus, naar wie de weg werd genoemd. De weg werd aangelegd tijdens de Tweede Samnitische Oorlog om een snelle troepenverplaatsing mogelijk te maken, maar hij kreeg ook een enorm economisch belang, voor vervoer van goederen en personen tussen Rome en Campanië en verder. De weg liep aanvankelijk tot Capua, dat tegen de Samnieten verdedigd moest worden,  later is hij doorgetrokken via Malventum en Tarentum naar Brundisium.
Vanwege het belang van de weg kreeg hij de bijnaam regina viarum (koningin der wegen). De landschappelijke schoonheid van het traject kan hierbij echter eveneens een rol hebben gespeeld. Zeker is dat de weg zeer druk begaan werd door zwaar beladen karren, want deze sporen kan men in het wegdek terugvinden.
De huidige SS7, aangelegd vanaf de jaren '20, volgt in grote lijnen dezelfde route als de Via Appia. Deze weg wordt daarom ook wel de Via Appia Nuova genoemd. 
De oude weg is slechts op enkele plekken bewaard gebleven: net onder Rome (in het archeologisch park Via Appia Antica, tussen Fondi en Itri, nabij Minturno en nabij Egnazia.
Mijl vijf en zes vanaf Rome zijn sinds de 17e eeuw veelvuldig in beeld gebracht door diverse beeldmakers, met foto's, gravures en tekeningen. Ook zijn er al jarenlang archeologische onderzoeken gaande die veel inzicht geven in de diverse grafmonumenten. Door data uit allerlei bronnen te combineren met beelden uit het verleden kan de rijke geschiedenis van de weg zichtbaar worden gemaakt.

## Archeologisch park Via Appia Antica
De Via Appia Antica, zoals de oude Romeinse weg nu genoemd wordt, loopt door het Parco Appia Antica. Dit is een archeologisch park en wordt wel het 'langste museum van de wereld' genoemd. Vanuit de stad begint de weg bij de Porta San Sebastiano, vroeger Porta Appia genaamd.
Rechts, half in een muur gemetseld, vindt men de eerste mijlpaal buiten Rome, gewijd door Nerva en Vespasianus. Even verderop, aan de rechterhand, staan de grafmonumenten van Orazius en Geta, en aan de linkerhand een Romeinse mansio (pleisterplaats), de eerste buiten de oude Romeinse stadsmuren. Ook de restanten van de Villa Capo di Bove, de woonplaats van Herodes Atticus in Rome, zijn hier te bezichtigen.

### Domine, quo vadis?
Iets verderop staat de kerk Domine Quo Vadis, waar volgens de legende de apostel Petrus een nieuwe ontmoeting had met Jezus. Toen Petrus vroeg “Heer, waar gaat u naartoe?”, antwoordde Jezus: “Ik ga naar Rome om opnieuw gekruisigd te worden”. Petrus bedacht zich en keerde naar Rome terug, waar hij in het Tullianum gevangen werd gezet en ondersteboven werd gekruisigd in het Circus van Nero. De kerk bevat een steen waarin de voetafdrukken van Jezus te zien zouden zijn.

### Catacomben
Verderop zijn de Catacombe van Sint-Calixtus en de Catacombe van Sint-Sebastiaan te vinden. De ingang van de Catacombe van Sint-Sebastiaan is bereikbaar via de kerk Sint-Sebastiaan buiten de Muren die plaatselijk Basilica di San Sebastiano wordt genoemd. In deze kerk is Sebastiaan begraven. De verschillende catacombecomplexen aan de Via Appia zijn:
- Catacombe van Sint-Calixtus
- Hypogeum van Vibia
- Catacombe van Santa Croce
- Catacombe van Pretextatus
- Catacombe van Vigna Randanini (joods)
- Anonieme catacombe van Vigna Cimarra (joods)
- Catacombe van Sint-Sebastiaan

Op de tocht naar Quattro Miglia, vier mijl buiten de stad, zijn vele monumenten te bewonderen, evenals het naastgelegen Parco Appia Antica. Hier bevindt zich de Ninfeo d'Egeria (bron van Egeria) en een goed bewaard gebleven grafmonument van Annia Regilla uit het midden van de tweede eeuw.

### Circus van Maxentius
Het best bewaard gebleven gedeelte van de Via Appia is ongeveer 2,1 kilometer buiten de stadsmuur gelegen. Hier staan de restanten van het Circus van Maxentius, een renbaan zoals het Circus Maximus, maar beter bewaard gebleven.

### Kruisigingen
In 71 v.Chr. liet Marcus Licinius Crassus Dives ongeveer 6000 van Spartacus' volgelingen kruisigen langs de Via Appia en zo beëindigde hij de slavenopstand. Hun lijken hingen volgens sommige bronnen nog jarenlang langs de weg als waarschuwing voor andere slaven.

### Graftombes
Verderop langs de weg vindt men niet alleen de catacomben, maar ook vele Romeinse grafmonumenten. Het was immers verboden lijken binnen de stadsmuren te begraven en de plaatsen vlak bij de stad zullen ongetwijfeld veel duurder zijn geweest dan die verderop. Vele van deze grafmonumenten dragen nog steeds leesbare inscripties en beelden van degenen die er begraven liggen, zoals C. Rabirius Hermodorus, zijn (waarschijnlijke) vrouw Rabiria Demaris en Usia Prima, Sac(erdota)
Isidis (priesteres van Isis), afgebeeld met een ratel en een offerbrood (?). De originelen van deze teksten zijn te vinden in het Museo Epigrafico. Een van de bekendste graftombes is die van Caecilia Metella, vijf kilometer buiten Rome. Een zestal grafmonumenten langs mijl vijf en zes vanaf Rome zijn gescand en als 3D model beschikbaar gemaakt. Van de Tomba a Piramide en de Tumuli degli Orazi zijn ook wetenschappelijke reconstructies gemaakt.

## Pelgrimsroute
De Via Appia maakt deel uit van een oude pelgrimsroute naar Jeruzalem, die begint in Canterbury en door Frankrijk en Zwitserland naar Rome voert. Het gedeelte van Rome naar Brindisi wordt ook wel de Via Francigena del Sud genoemd. Ze voert langs de volgende plaatsen:

### Van Rome tot Benevento
- Aricia, huidig Ariccia
- Anxur, huidig Terracina
- Fundi, huidig Fondi
- Formiae, huidig Formia
- Minturnae, huidig Minturno
- Sinuessa, huidig Mondragone
- Capua, huidig Santa Maria Capua Vetere
- Beneventum, huidig Benevento waar de Via Appia over de Ponte Leproso liep

### Van Benevento tot Brindisi
Bij Benevento splitst de weg zich. De oorspronkelijke route volgt het binnenland en de later gebouwde Via Traiana volgt de route langs de oostkust.
- Aeclanum, huidig Mirabella Eclano
- Aquilonia
- Venusia, huidig Venosa
- Silvium, huidig Gravina in Puglia
- Tarentum, huidig Tarente
- Uria, huidig Oria
- Brundisium, huidig Brindisi. In de haven eindigt de Via Appia. Twee Romeinse zuilen herinneren hier nog aan.